# چن کانگ
چن کانگ (انگلیسی: Chen Kang؛ زادهٔ ۲۴ نوامبر ۱۹۶۵) بدمینتون‌باز اهل چین بود. وی در بازی‌های المپیک تابستانی ۱۹۹۲ شرکت کرده‌است.